# PAW Patrol: The Movie
PAW Patrol: The Movie (PAW Patrol: La película en Latinoamérica y La Patrulla Canina: La película en España) es una película canadiense de 2021 de acción y aventura animada por computadora, basada en la serie de televisión PAW Patrol creada por Keith Chapman. La película fue producida por Spin Master Entertainment, la compañía de juguetes detrás de la serie, con la animación proporcionada por Mikros Image. Fue dirigida por Cal Brunker, que coescribió el guion con Billy Frolick y Bob Barlen a partir de una historia de Frolick. Es la primera de varias películas previstas producidas bajo la marca Spin Master Entertainment. En la película, Ryder y los cachorros son llamados a Ciudad Aventura por el cachorro salchicha Liberty para impedir que el alcalde Humdinger convierta la bulliciosa metrópolis en un estado de caos.

## Resumen de la película
En Bahía Aventura, un camionero choca y queda colgando en el puente de la ciudad. El Capitán Turbot se encuentra con la escena y llama a Ryder, que envía a los PAW Patrol a la acción. Chase, el cachorro policía, salva al camionero.
Mientras tanto en la cercana Ciudad Aventura, el malvado archienemigo de los PAW Patrol, Alcade Humdinger tras unas elecciones no democráticas ha sido proclamado Alcalde de Ciudad Aventura. Conociendo sus infames fechorías en Fondo Nuboso, un perro salchicha llamado Liberty llama al equipo. Sin embargo, Chase dice que no quiere volver a Ciudad Aventura, porque tiene malos recuerdos de cuando era un pequeño cachorro, pero Ryder le convence animandolo de ir todos juntos. El equipo llega y se instala en su nuevo cuartel. Mientras tanto el Alcalde Humdinger debido al mal clima, utiliza un dispositivo llamado Atrapa-nubes para despejar el cielo y poder realizar un espectáculo de fuegos artificiales. Sin embargo, este se descontrola causando un incendio, y el equipo es alertado. En el camino, se encuentran con un atasco, pero Liberty llega y los guía hasta el ayuntamiento. Consiguen controlar la situación, pero Chase no logra salvar a algunas personas que, en cambio, son rescatadas por Marshall. El Alcalde Humdinger, enfurecido por la llegada de Ryder y los cachorros, le dice a sus secuaces Butch y Ruben que se deshagan de los PAW Patrol por cualquier medio.
Unos días después, el alcalde construye una extensión de la línea de metro con varias inversiones similares a las de una montaña rusa. Esta se rompe y los pasajeros a bordo se quedan atrapados boca abajo. Los cachorros los rescatan, pero Chase se queda congelado en pánico y Skye va a rescatarlo. Skye le pregunta si todo está bien y le dice que ya está a salvo. Tras bajar, Ryder le sugiere a Chase que se tome un descanso de sus obligaciones, pero esto le molesta mucho por la traición de Ryder y huye furioso. Los secuaces de Humdinger aprovechan esta situación para capturarlo. El equipo descubre que han desaparecido varios perros en la ciudad, y Ryder piensa que el Alcalde Humdinger está relacionado con ello. Liberty se deja capturar a propósito y es llevada a una escuela de obediencia convertida en una cárcel para perros, y rescata a Chase y a los demás perros, que luego persiguen a Rubén y a Butch, obligándolos a escapar.
Ryder lleva a Chase al lugar donde lo encontró y le dice que la razón por la que lo eligió fue porque era el perro más valiente que conoció. Mientras tanto, el atrapanubes se ha vuelto crítico y su creadora, Kendra Wilson, se enfrenta a al Alcalde Humdinger. Destruye el mando y revela su edificio llamado Humdinger Heights. La máquina ocasiona una tormenta muy fuerte, que podría durar varias semanas. Kendra llama al equipo. Mientras los cachorros salen del cuartel para ayudar, Ryder le da a Liberty su propio vehículo y uniforme, uniéndose a los PAW Patrol. Ryder salva al Alcalde Humdinger, pero queda atrapado en el edificio cuando éste se derrumba. Chase se acerca a salvarlo mientras Skye va a detener al Atrapador de Nubes. Chase se vuelve valiente dándose un gran salto y salva a Ryder, mientras Skye destruye el atrapanubes en un ataque estilo kamikaze. Ella se lanza de su jet antes de que se estrelle y vuela de vuelta a la ciudad. El equipo ve al Alcalde Humdinger huyendo y Chase lo pone bajo arresto por todos los problemas que ha causado a la ciudad y por robar perros. Él intenta huir lo más rápido posible, pero Skye utiliza su mini dron, y con esto logra detenerlo con éxito.
El equipo recibe la llave de Ciudad Aventura en una gran ceremonia, y Ryder da el anuncio oficial de que Liberty se convierte en un miembro oficial, cumpliendo por fin sus aspiraciones de hacerlo. Ryder comienza a dar un discurso, pero es interrumpido por una llamada de Harris, uno de los perros de la cárcel canina, diciendo que hay problemas en el muelle, lo que lleva al equipo a conducir al rescate mientras suena el tema musical.
En los créditos, se muestra que el Alcalde Humdinger y los gatitos desastrosos han sido apresados y detenidos por sus crímenes a lo largo de la película.

## Secuela
En agosto de 2021, el director de la película, Cal Brunker, declaró en una entrevista que se estaba planeando realizar una segunda película.
El 3 de noviembre de 2021, tras un gran éxito en taquilla, Spin Master y Nickelodeon Movies anunciaron oficialmente que se estaba desarrollando una secuela, titulada PAW Patrol: The Mighty Movie, junto a un spin-off de uno de sus personajes. Cal Brunker confirmó que dirigirá una secuela, mientras que Jennifer Dodge se desempeñará como productora junto a Laura Clunie y Toni Stevens. Inicialmente, se programó su lanzamiento para el 13 de octubre de 2023, pero en febrero de dicho año se fijó su fecha de estreno para el 29 de septiembre. En la película, cuando un meteorito mágico aterriza en Ciudad Aventura, este les da superpoderes a los cachorros, transformándolos en los Mighty Pups.